# Madison Pettis
Madison Michelle Pettis, född 22 juli 1998 i Arlington, Texas, är en amerikansk skådespelerska. Hon har två äldre halvsyskon.
Pettis började med modellering och reklamfilmer. Hon hade en agent och en webbplats från fem års ålder. Hon har bland annat spelat presidentens åttaåriga dotter Sophie Martinez i Cory i Vita huset.

## Filmografi

### Film
| År   | Titel                                      | Roll           | Anteckningar          |
| ---- | ------------------------------------------ | -------------- | --------------------- |
| 2005 | Barney: Can You Sing That Song?            | Bridget        |                       |
| 2006 | Barney: Let's Make Music                   | Bridget        |                       |
| 2007 | The Game Plan                              | Peyton Kelly   |                       |
| 2008 | Mostly Ghostly                             | Tara Roland    | Direkt till videofilm |
| 2008 | Free Style                                 | Bailey Bryant  |                       |
| 2008 | Seven Pounds                               | Connies dotter |                       |
| 2010 | Santa Paws                                 | Willamina/Will | Direkt till videofilm |
| 2011 | Beverly Hills Chihuahua 2                  | Lala           | Direkt till videofilm |
| 2012 | Beverly Hills Chihuahua 3: Viva la Fiesta! | Lala           | Direkt till videofilm |
| 2015 | Do You Believe?                            | Maggie         |                       |
| 2020 | American Pie Presents: Girls' Rules        | Annie          | Direkt till videofilm |

## TV-serier
| År        | Titel                   | Roll/Övrigt          |
| --------- | ----------------------- | -------------------- |
| 2005      | Barney & Friends        | Bridget, två avsnitt |
| 2006      | Barney Let's Make Music |                      |
| 2007      | Cory i Vita huset       | Sophie, 34 avsnitt   |
| 2007      | The 4400                | Isabelle Tyler       |
| 2007      | Hannah Montana          | Sophie, ett avsnitt  |
| 2007      | Disney Channel Games    | Var med 2007         |
| 2008      | Special Agent Oso       | Katie                |
| 2008      | Model Behaivor          |                      |
| 2009      | Big time rush           |                      |
| 2011-2012 | Life with boys          |                      |